# Chirita heterostigma
Chirita heterostigma är en tvåhjärtbladig växtart som beskrevs av Brian Laurence Burtt. Chirita heterostigma ingår i släktet Chirita och familjen Gesneriaceae. Inga underarter finns listade i Catalogue of Life.